# Jason Cirone
Jason Gerardo Cirone (* 21. Februar 1971 in Toronto, Ontario; † 2. Oktober 2024) war ein italo-kanadischer Eishockeyspieler und -trainer, der im Verlauf seiner aktiven Karriere zwischen 1987 und 2008 unter anderem weit über 700 Spiele in den nordamerikanischen Minor Leagues – hauptsächlich der International Hockey League (IHL) – auf der Position des Centers bestritten hat. Darüber hinaus absolvierte Cirone drei Partien für die Winnipeg Jets in der National Hockey League (NHL) und verbrachte eine Spielzeit bei den Frankfurt Lions in der Deutschen Eishockey Liga (DEL).

## Karriere
Jason Cirone begann seine Karriere als Eishockeyspieler in der kanadischen Juniorenliga Ontario Hockey League (OHL), in der er von 1987 bis 1991 für die Cornwall Royals und Windsor Spitfires aktiv war. In diesem Zeitraum wurde er im NHL Entry Draft 1989 in der dritten Runde als insgesamt 46. Spieler von den Winnipeg Jets ausgewählt, für die er in der Saison 1991/92 drei Spiele in der National Hockey League (NHL) absolvierte. Den Großteil der Spielzeit verbrachte er allerdings bei deren Farmteam Moncton Hawks in der American Hockey League (AHL).
Zur Saison 1992/93 wechselte der Center zu Asiago Hockey aus der italienischen Serie A1. Anschließend folgten drei Jahre, in denen er jeweils nur kurze Zeit bei diversen Mannschaften in den nordamerikanischen Minor Leagues verbrachte. Dort spielte er für die Rochester Americans aus der AHL, mit denen er im Jahr 1996 den Calder Cup gewann, die Cincinnati Cyclones und Los Angeles Ice Dogs und Long Beach Ice Dogs aus der International Hockey League (IHL), die Birmingham Bulls aus der East Coast Hockey League (ECHL) sowie die San Diego Gulls aus der West Coast Hockey League (WCHL). Zudem spielte er 1994 und 1995 für die Buffalo Stampede in der professionellen Inlinehockeyliga Roller Hockey International. Von 1996 bis 2000 stand er für die Kansas City Blades in der IHL auf dem Eis. 
Zur Saison 2000/01 wurde Cirone von den Frankfurt Lions aus der Deutschen Eishockey Liga (DEL) verpflichtet. Für die Hessen erzielte er in 51 Spielen 35 Scorerpunkte, davon 18 Tore. Anschließend verbrachte er fünf Jahre bei seinem Ex-Klub Asiago Hockey in der italienischen Serie A1 und gewann mit der Mannschaft im Jahr 2002 die Coppa Italia sowie ein Jahr später die Supercoppa Italiana. Zuletzt lief der Italo-Kanadier je ein Jahr lang für die Rio Grande Valley Killer Bees in der Central Hockey League (CHL) sowie die Flint Generals in der neuen International Hockey League (IHL) auf. 
Von 2008 bis 2010 war Cirone Assistenztrainer bei den Motor City Metal Jackets aus der US-amerikanischen Juniorenliga North American Hockey League (NAHL), nachdem er zuvor bei den Rio Grande Valley Killer Bees bereits erste Eindrücke als spielender Assistenztrainer gesammelt hatte. In der Saison 2010/11 betreute er als Cheftrainer die Metro Jets aus der drittklassigen Juniorenliga North American Tier III Hockey League (NA3HL). Die Spielzeit 2012/13 verbrachte Cirone als Scout bei den Erie Otters in der OHL. Zur Saison 2014/15 wurde er zum Cheftrainer des Eishockeyteams der Midland University mit Spielbetrieb in der National Association of Intercollegiate Athletics (NAIA) ernannt. Dort war er bis zum Sommer 2022 aktiv. Cirone starb im Oktober 2024 im Alter von 53 Jahren an den Folgen einer Krebserkrankung.

### International
Für Italien nahm Cirone an den Weltmeisterschaften 2006, 2007 und 2008 sowie der Weltmeisterschaft der Division I 2004 teil. Zudem stand er im Aufgebot seiner Wahlheimat bei den Olympischen Winterspielen 2006 in Turin.

## Erfolge und Auszeichnungen
| - 1991 OHL Third All-Star Team - 1994 Murphy-Cup-Gewinn mit den Buffalo Stampede - 1996 Calder-Cup-Gewinn mit den Rochester Americans | - 2002 Coppa-Italia-Gewinn mit Asiago Hockey - 2003 Supercoppa-Italiana-Gewinn mit Asiago Hockey |

## Karrierestatistik

### International
Vertrat Italien bei:
| - Weltmeisterschaft der Division I 2004 - Olympischen Winterspielen 2006 - Weltmeisterschaft 2006 | - Weltmeisterschaft 2007 - Weltmeisterschaft 2008 |

### Inlinehockey
(Legende zur Spielerstatistik: Sp oder GP = absolvierte Spiele; T oder G = erzielte Tore; V oder A = erzielte Assists; Pkt oder Pts = erzielte Scorerpunkte; SM oder PIM = erhaltene Strafminuten; +/− = Plus/Minus-Bilanz; PP = erzielte Überzahltore; SH = erzielte Unterzahltore; GW = erzielte Siegtore; 1 Play-downs/Relegation; Kursiv: Statistik nicht vollständig)